# EPOXI
EPOXI é uma missão espacial não tripulada da NASA, dirigida pela Universidade de Maryland, que usa a sonda espacial Deep Impact, após a finalização da sua missão principal para começar uma nova série de observações. Esta missão estudou planetas extrassolares e visitou um novo cometa. O primeiro cometa escolhido para essa missão foi o chamado cometa Boethin, mas diante da impossibilidade de ser localizados pelos astrônomos posteriormente foi decidido conduzir a sonda ao cometa Hartley 2. A abordagem perto do cometa Hartley 2 ocorreu no dia 4 de novembro de 2010.

## Missão
A missão Deep Impact foi concluída com a visita ao cometa Tempel 1. Mas a nave ainda tinha muito combustível de manobra à esquerda, portanto a NASA aprovou uma segunda missão, chamada de EPOXI (Extrasolar Planet Observation and Deep Impact Extended Investigation), que incluiu uma visita à um segundo cometa (componente DIXI), bem como observações de planetas extrassolares (componente EPOCh).